# (9567) Surgut
(9567) Surgut ist ein Asteroid des inneren Hauptgürtels, der von der ukrainisch-sowjetischen Astronomin Ljudmyla Schurawlowa am 22. Oktober 1987 am Krim-Observatorium in Nautschnyj (IAU-Code 095) entdeckt wurde. Unbestätigte Sichtungen des Asteroiden hatte es am Krim-Observatorium in Nautschnyj schon vorher gegeben: am 24. September 1976 (1976 SU5) und 26. Oktober 1976 (1976 UK1).
Die Sonnenumlaufbahn des Asteroiden ist mit einer Exzentrizität von 0,2106 stark elliptisch. Mittlere Sonnenentfernung (große Halbachse), Exzentrizität und Neigung der Bahnebene des Asteroiden liegen innerhalb der jeweiligen Grenzwerte, die für die Nysa-Gruppe definiert sind, einer nach (44) Nysa benannten Gruppe von Asteroiden (auch Hertha-Familie genannt, nach (135) Hertha). Nach der SMASS-Klassifikation (Small Main-Belt Asteroid Spectroscopic Survey) wurde bei einer spektroskopischen Untersuchung von Gianluca Masi, Sergio Foglia und Richard P. Binzel bei (9567) Surgut von einer dunklen Oberfläche ausgegangen, es könnte sich also, grob gesehen, um einen C-Asteroiden handeln.
(9567) Surgut wurde am 5. Juli 2001 nach der westsibirischen Stadt Surgut benannt.